# Neomerinthe rufescens
Neomerinthe rufescens är en fiskart som först beskrevs av Gilbert, 1905.  Neomerinthe rufescens ingår i släktet Neomerinthe och familjen Scorpaenidae. Inga underarter finns listade i Catalogue of Life.